# Kanton Thoissey
Der Kanton Thoissey war bis 2015 ein französischer Wahlkreis im Département Ain in der Region Rhône-Alpes. Sein Hauptort (frz.: chef-lieu) war Thoissey.

## Gemeinden
Der Kanton umfasste zwölf Gemeinden:
| Gemeinde                     | Einwohner Jahr | Fläche km² | Bevölkerungsdichte | Code INSEE | Postleitzahl |
| ---------------------------- | -------------- | ---------- | ------------------ | ---------- | ------------ |
| Garnerans                    | 667 (2013)     | 8,6        | 78 Einw./km²       | 01167      | 01140        |
| Genouilleux                  | 591 (2013)     | 4,1        | 144 Einw./km²      | 01169      | 01090        |
| Guéreins                     | 1.418 (2013)   | 4,5        | 315 Einw./km²      | 01183      | 01090        |
| Illiat                       | 592 (2013)     | 20,4       | 29 Einw./km²       | 01188      | 01140        |
| Mogneneins                   | 765 (2013)     | 8,6        | 89 Einw./km²       | 01252      | 01140        |
| Montceaux                    | 1.226 (2013)   | 10,0       | 123 Einw./km²      | 01258      | 01090        |
| Montmerle-sur-Saône          | 3.828 (2013)   | 4,2        | 911 Einw./km²      | 01263      | 01090        |
| Peyzieux-sur-Saône           | 629 (2013)     | 8,7        | 72 Einw./km²       | 01295      | 01140        |
| Saint-Didier-sur-Chalaronne  | 2.783 (2013)   | 25,0       | 111 Einw./km²      | 01348      | 01140        |
| Saint-Étienne-sur-Chalaronne | 1.501 (2013)   | 21,0       | 71 Einw./km²       | 01351      | 01140        |
| Thoissey                     | 1.630 (2013)   | 1,4        | 1164 Einw./km²     | 01420      | 01140        |
| Valeins                      | 119 (2013)     | 4,4        | 27 Einw./km²       | 01428      | 01140        |

## Einwohner
| Bevölkerungsentwicklung | Bevölkerungsentwicklung |
| Jahr                    | Einwohner               |
| ----------------------- | ----------------------- |
| 1962                    | 7236                    |
| 1968                    | 7825                    |
| 1975                    | 8105                    |
| 1982                    | 9344                    |
| 1990                    | 10.668                  |
| 1999                    | 12.005                  |
| 2006                    | 14.105                  |
| 2011                    | 15.359                  |

## Politik
| Vertreter im conseil général des Départements | Vertreter im conseil général des Départements | Vertreter im conseil général des Départements |
| Amtszeit                                      | Name                                          | Partei                                        |
| --------------------------------------------- | --------------------------------------------- | --------------------------------------------- |
| 1992–2004                                     | Pierre Montagnier                             | UDF                                           |
| 2004–2015                                     | André Philippon                               | DVG                                           |